# Tour de Californie 2019
La 14e édition du Tour de Californie a lieu du 12 au 18 mai 2019. Elle fait partie du calendrier UCI World Tour 2019 en catégorie 2.UWT.

## Présentation
Le Tour de Californie connaît en 2019 sa quatorzième édition, la troisième au sein du calendrier UCI World Tour. Il est organisé par l'entreprise de divertissement Anschutz Entertainment Group (AEG). Son nom officiel, « Amgen Tour of California », fait référence à son principal sponsor, la société de biotechnologie Amgen.

### Équipes
Le Tour de Californie fait partie des dix épreuves ajoutées au calendrier du World Tour en 2017, et que les équipes World Tour ne sont pas obligées de disputer. Cinq d'entre elles sont ainsi absentes. Dix-neuf équipes participent à la course : treize « World Teams », cinq équipes continentales professionnelles invitées ainsi que l'équipe nationale des États-Unis.
| WorldTeams (13)- Astana - Bahrain-Merida - Bora-hansgrohe - CCC Team - Deceuninck-Quick Step - EF Education First - Dimension Data - Team Jumbo-Visma - Katusha-Alpecin - Ineos - Team Sunweb - Trek-Segafredo - UAE Team Emirates Équipes continentales professionnelles (5)- Cofidis, Solutions Crédits - Hagens Berman Axeon - Israel Cycling Academy - Rally UHC Cycling - Team Novo Nordisk Équipe nationale- États-Unis |
| |

## Étapes
| Étape     | Date   | Villes étapes                      | type                      | Distance (km) | Vainqueur d'étape   | Leader du classement général |
| --------- | ------ | ---------------------------------- | ------------------------- | ------------- | ------------------- | ---------------------------- |
| 1re étape | 12 mai | Sacramento – Sacramento            | étape de plaine           | 143           | Peter Sagan         | Peter Sagan                  |
| 2e étape  | 13 mai | Rancho Cordova – South Lake Tahoe  | étape de montagne         | 214,5         | Kasper Asgreen      | Tejay van Garderen           |
| 3e étape  | 14 mai | Stockton – Morgan Hill             | étape de plaine           | 208           | Rémi Cavagna        | Tejay van Garderen           |
| 4e étape  | 15 mai | circuit de Laguna Seca – Morro Bay | étape de moyenne montagne | 214,5         | Fabio Jakobsen      | Tejay van Garderen           |
| 5e étape  | 16 mai | Pismo Beach – Ventura              | étape de plaine           | 219,5         | Iván García Cortina | Tejay van Garderen           |
| 6e étape  | 17 mai | Ontario – Mount Baldy              | étape de montagne         | 127,5         | Tadej Pogačar       | Tadej Pogačar                |
| 7e étape  | 18 mai | Santa Clarita – Pasadena           | étape de plaine           | 126           | Cees Bol            | Tadej Pogačar                |

## Déroulement de la course

### 1reétape
| \| Classement de l'étape \| Classement de l'étape \| Classement de l'étape \| Classement de l'étape \| Classement de l'étape \| \| Coureur \| Coureur \| Pays \| Équipe \| Temps \| \| --------------------- \| --------------------- \| --------------------- \| --------------------- \| --------------------- \| \| 1er \| Peter Sagan \| Slovaquie \| Bora-Hansgrohe \| 3 h 14 min 10 s \| \| 2e \| Travis McCabe \| États-Unis \| États-Unis \| + 0 s \| \| 3e \| Max Walscheid \| Allemagne \| Team Sunweb \| + 0 s \| \| 4e \| Kristoffer Halvorsen \| Norvège \| Team Ineos \| + 0 s \| \| 5e \| Michael Mørkøv \| Danemark \| Deceuninck-Quick Step \| + 0 s \| \| 6e \| Owain Doull \| Royaume-Uni \| Team Ineos \| + 0 s \| \| 7e \| John Degenkolb \| Allemagne \| Trek-Segafredo \| + 4 s \| \| 8e \| Phil Bauhaus \| Allemagne \| Bahrain-Merida \| + 4 s \| \| 9e \| Erik Baška \| Slovaquie \| Bora-Hansgrohe \| + 4 s \| \| 10e \| Jasper Philipsen \| Belgique \| UAE Team Emirates \| + 4 s \| |                      |             |                       |                 |
| |                      |             |                       |                 |
| Source : ProCyclingStats |                      |             |                       |                 |
| Classement de l'étape |                      |             |                       |                 |
| Coureur | Coureur              | Pays        | Équipe                | Temps           |
| 1er | Peter Sagan          | Slovaquie   | Bora-Hansgrohe        | 3 h 14 min 10 s |
| 2e | Travis McCabe        | États-Unis  | États-Unis            | + 0 s           |
| 3e | Max Walscheid        | Allemagne   | Team Sunweb           | + 0 s           |
| 4e | Kristoffer Halvorsen | Norvège     | Team Ineos            | + 0 s           |
| 5e | Michael Mørkøv       | Danemark    | Deceuninck-Quick Step | + 0 s           |
| 6e | Owain Doull          | Royaume-Uni | Team Ineos            | + 0 s           |
| 7e | John Degenkolb       | Allemagne   | Trek-Segafredo        | + 4 s           |
| 8e | Phil Bauhaus         | Allemagne   | Bahrain-Merida        | + 4 s           |
| 9e | Erik Baška           | Slovaquie   | Bora-Hansgrohe        | + 4 s           |
| 10e | Jasper Philipsen     | Belgique    | UAE Team Emirates     | + 4 s           |

| \| Classement général \| Classement général \| Classement général \| Classement général \| Classement général \| \| Coureur \| Coureur \| Pays \| Équipe \| Temps \| \| ------------------ \| -------------------- \| ------------------ \| --------------------- \| ------------------ \| \| 1er \| Peter Sagan \| Slovaquie \| Bora-Hansgrohe \| 3 h 14 min 00 s \| \| 2e \| Travis McCabe \| États-Unis \| États-Unis \| + 0 s \| \| 3e \| Max Walscheid \| Allemagne \| Team Sunweb \| + 0 s \| \| 4e \| Kristoffer Halvorsen \| Norvège \| Team Ineos \| + 0 s \| \| 5e \| Michael Mørkøv \| Danemark \| Deceuninck-Quick Step \| + 0 s \| \| 6e \| Owain Doull \| Royaume-Uni \| Team Ineos \| + 0 s \| \| 7e \| Tyler Stites \| États-Unis \| États-Unis \| + 0 s \| \| 8e \| Felix Großschartner \| Autriche \| Bora-Hansgrohe \| + 0 s \| \| 9e \| George Bennett \| Nouvelle-Zélande \| Team Jumbo-Visma \| + 0 s \| \| 10e \| Laurens De Vreese \| Belgique \| Astana \| + 0 s \| |                      |                  |                       |                 |
| |                      |                  |                       |                 |
| Source : ProCyclingStats |                      |                  |                       |                 |
| Classement général |                      |                  |                       |                 |
| Coureur | Coureur              | Pays             | Équipe                | Temps           |
| 1er | Peter Sagan          | Slovaquie        | Bora-Hansgrohe        | 3 h 14 min 00 s |
| 2e | Travis McCabe        | États-Unis       | États-Unis            | + 0 s           |
| 3e | Max Walscheid        | Allemagne        | Team Sunweb           | + 0 s           |
| 4e | Kristoffer Halvorsen | Norvège          | Team Ineos            | + 0 s           |
| 5e | Michael Mørkøv       | Danemark         | Deceuninck-Quick Step | + 0 s           |
| 6e | Owain Doull          | Royaume-Uni      | Team Ineos            | + 0 s           |
| 7e | Tyler Stites         | États-Unis       | États-Unis            | + 0 s           |
| 8e | Felix Großschartner  | Autriche         | Bora-Hansgrohe        | + 0 s           |
| 9e | George Bennett       | Nouvelle-Zélande | Team Jumbo-Visma      | + 0 s           |
| 10e | Laurens De Vreese    | Belgique         | Astana                | + 0 s           |

### 2eétape
| \| Classement de l'étape \| Classement de l'étape \| Classement de l'étape \| Classement de l'étape \| Classement de l'étape \| \| Coureur \| Coureur \| Pays \| Équipe \| Temps \| \| --------------------- \| --------------------- \| --------------------- \| --------------------- \| --------------------- \| \| 1er \| Kasper Asgreen \| Danemark \| Deceuninck-Quick Step \| 6 h 17 min 11 s \| \| 2e \| Tejay van Garderen \| États-Unis \| EF Education First \| + 0 s \| \| 3e \| Gianni Moscon \| Italie \| Team Ineos \| + 4 s \| \| 4e \| Tadej Pogačar \| Slovénie \| UAE Team Emirates \| + 10 s \| \| 5e \| Maximilian Schachmann \| Allemagne \| Bora-Hansgrohe \| + 16 s \| \| 6e \| Jonas Gregaard Wilsly \| Danemark \| Astana \| + 27 s \| \| 7e \| Rob Britton \| Canada \| Rally UHC Cycling \| + 27 s \| \| 8e \| Sergio Higuita \| Colombie \| EF Education First \| + 31 s \| \| 9e \| Rigoberto Urán \| Colombie \| EF Education First \| + 31 s \| \| 10e \| George Bennett \| Nouvelle-Zélande \| Team Jumbo-Visma \| + 31 s \| |                       |                  |                       |                 |
| |                       |                  |                       |                 |
| Source : ProCyclingStats |                       |                  |                       |                 |
| Classement de l'étape |                       |                  |                       |                 |
| Coureur | Coureur               | Pays             | Équipe                | Temps           |
| 1er | Kasper Asgreen        | Danemark         | Deceuninck-Quick Step | 6 h 17 min 11 s |
| 2e | Tejay van Garderen    | États-Unis       | EF Education First    | + 0 s           |
| 3e | Gianni Moscon         | Italie           | Team Ineos            | + 4 s           |
| 4e | Tadej Pogačar         | Slovénie         | UAE Team Emirates     | + 10 s          |
| 5e | Maximilian Schachmann | Allemagne        | Bora-Hansgrohe        | + 16 s          |
| 6e | Jonas Gregaard Wilsly | Danemark         | Astana                | + 27 s          |
| 7e | Rob Britton           | Canada           | Rally UHC Cycling     | + 27 s          |
| 8e | Sergio Higuita        | Colombie         | EF Education First    | + 31 s          |
| 9e | Rigoberto Urán        | Colombie         | EF Education First    | + 31 s          |
| 10e | George Bennett        | Nouvelle-Zélande | Team Jumbo-Visma      | + 31 s          |

| \| Classement général \| Classement général \| Classement général \| Classement général \| Classement général \| \| Coureur \| Coureur \| Pays \| Équipe \| Temps \| \| ------------------ \| --------------------- \| ------------------ \| --------------------- \| ------------------ \| \| 1er \| Tejay van Garderen \| États-Unis \| EF Education First \| 9 h 31 min 19 s \| \| 2e \| Gianni Moscon \| Italie \| Team Ineos \| + 6 s \| \| 3e \| Kasper Asgreen \| Danemark \| Deceuninck-Quick Step \| + 7 s \| \| 4e \| Tadej Pogačar \| Slovénie \| UAE Team Emirates \| + 16 s \| \| 5e \| Maximilian Schachmann \| Allemagne \| Bora-Hansgrohe \| + 22 s \| \| 6e \| Rob Britton \| Canada \| Rally UHC Cycling \| + 33 s \| \| 7e \| Jonas Gregaard Wilsly \| Danemark \| Astana \| + 33 s \| \| 8e \| David de la Cruz \| Espagne \| Team Ineos \| + 34 s \| \| 9e \| Felix Großschartner \| Autriche \| Bora-Hansgrohe \| + 35 s \| \| 10e \| George Bennett \| Nouvelle-Zélande \| Team Jumbo-Visma \| + 36 s \| |                       |                  |                       |                 |
| |                       |                  |                       |                 |
| Source : ProCyclingStats |                       |                  |                       |                 |
| Classement général |                       |                  |                       |                 |
| Coureur | Coureur               | Pays             | Équipe                | Temps           |
| 1er | Tejay van Garderen    | États-Unis       | EF Education First    | 9 h 31 min 19 s |
| 2e | Gianni Moscon         | Italie           | Team Ineos            | + 6 s           |
| 3e | Kasper Asgreen        | Danemark         | Deceuninck-Quick Step | + 7 s           |
| 4e | Tadej Pogačar         | Slovénie         | UAE Team Emirates     | + 16 s          |
| 5e | Maximilian Schachmann | Allemagne        | Bora-Hansgrohe        | + 22 s          |
| 6e | Rob Britton           | Canada           | Rally UHC Cycling     | + 33 s          |
| 7e | Jonas Gregaard Wilsly | Danemark         | Astana                | + 33 s          |
| 8e | David de la Cruz      | Espagne          | Team Ineos            | + 34 s          |
| 9e | Felix Großschartner   | Autriche         | Bora-Hansgrohe        | + 35 s          |
| 10e | George Bennett        | Nouvelle-Zélande | Team Jumbo-Visma      | + 36 s          |

### 3eétape
Hoehn et Cavagna sont échappés. Au pied du Mont Hamilton, le Français lâche le champion américain et maintient son avance sur le peloton jusqu'à 8 min 30 s. Geschke sort du peloton après le sprint de San José, King le rejoint plus tard. Ce duo rejoint Hoehn. Cavagna gagne l'étape.
| \| Classement de l'étape \| Classement de l'étape \| Classement de l'étape \| Classement de l'étape \| Classement de l'étape \| \| Coureur \| Coureur \| Pays \| Équipe \| Temps \| \| --------------------- \| --------------------- \| --------------------- \| --------------------- \| --------------------- \| \| 1er \| Rémi Cavagna \| France \| Deceuninck-Quick Step \| 5 h 44 min 22 s \| \| 2e \| Benjamin King \| États-Unis \| Dimension Data \| + 7 min 11 s \| \| 3e \| Simon Geschke \| Allemagne \| CCC Team \| + 7 min 11 s \| \| 4e \| Kasper Asgreen \| Danemark \| Deceuninck-Quick Step \| + 7 min 47 s \| \| 5e \| Jasper Philipsen \| Belgique \| UAE Team Emirates \| + 7 min 47 s \| \| 6e \| Maximilian Schachmann \| Allemagne \| Bora-Hansgrohe \| + 7 min 47 s \| \| 7e \| Nathan Haas \| Australie \| Katusha-Alpecin \| + 7 min 47 s \| \| 8e \| Davide Ballerini \| Italie \| Astana \| + 7 min 47 s \| \| 9e \| Zdeněk Štybar \| Tchéquie \| Deceuninck-Quick Step \| + 7 min 47 s \| \| 10e \| Tadej Pogačar \| Slovénie \| UAE Team Emirates \| + 7 min 47 s \| |                       |            |                       |                 |
| |                       |            |                       |                 |
| Source : ProCyclingStats |                       |            |                       |                 |
| Classement de l'étape |                       |            |                       |                 |
| Coureur | Coureur               | Pays       | Équipe                | Temps           |
| 1er | Rémi Cavagna          | France     | Deceuninck-Quick Step | 5 h 44 min 22 s |
| 2e | Benjamin King         | États-Unis | Dimension Data        | + 7 min 11 s    |
| 3e | Simon Geschke         | Allemagne  | CCC Team              | + 7 min 11 s    |
| 4e | Kasper Asgreen        | Danemark   | Deceuninck-Quick Step | + 7 min 47 s    |
| 5e | Jasper Philipsen      | Belgique   | UAE Team Emirates     | + 7 min 47 s    |
| 6e | Maximilian Schachmann | Allemagne  | Bora-Hansgrohe        | + 7 min 47 s    |
| 7e | Nathan Haas           | Australie  | Katusha-Alpecin       | + 7 min 47 s    |
| 8e | Davide Ballerini      | Italie     | Astana                | + 7 min 47 s    |
| 9e | Zdeněk Štybar         | Tchéquie   | Deceuninck-Quick Step | + 7 min 47 s    |
| 10e | Tadej Pogačar         | Slovénie   | UAE Team Emirates     | + 7 min 47 s    |

| \| Classement général \| Classement général \| Classement général \| Classement général \| Classement général \| \| Coureur \| Coureur \| Pays \| Équipe \| Temps \| \| ------------------ \| --------------------- \| ------------------ \| --------------------- \| ------------------ \| \| 1er \| Tejay van Garderen \| États-Unis \| EF Education First \| 15 h 26 min 28 s \| \| 2e \| Gianni Moscon \| Italie \| Team Ineos \| + 6 s \| \| 3e \| Kasper Asgreen \| Danemark \| Deceuninck-Quick Step \| + 7 s \| \| 4e \| Tadej Pogačar \| Slovénie \| UAE Team Emirates \| + 16 s \| \| 5e \| Maximilian Schachmann \| Allemagne \| Bora-Hansgrohe \| + 22 s \| \| 6e \| Rob Britton \| Canada \| Rally UHC Cycling \| + 33 s \| \| 7e \| Jonas Gregaard Wilsly \| Danemark \| Astana \| + 33 s \| \| 8e \| David de la Cruz \| Espagne \| Team Ineos \| + 34 s \| \| 9e \| Felix Großschartner \| Autriche \| Bora-Hansgrohe \| + 35 s \| \| 10e \| George Bennett \| Nouvelle-Zélande \| Team Jumbo-Visma \| + 36 s \| |                       |                  |                       |                  |
| |                       |                  |                       |                  |
| Source : ProCyclingStats |                       |                  |                       |                  |
| Classement général |                       |                  |                       |                  |
| Coureur | Coureur               | Pays             | Équipe                | Temps            |
| 1er | Tejay van Garderen    | États-Unis       | EF Education First    | 15 h 26 min 28 s |
| 2e | Gianni Moscon         | Italie           | Team Ineos            | + 6 s            |
| 3e | Kasper Asgreen        | Danemark         | Deceuninck-Quick Step | + 7 s            |
| 4e | Tadej Pogačar         | Slovénie         | UAE Team Emirates     | + 16 s           |
| 5e | Maximilian Schachmann | Allemagne        | Bora-Hansgrohe        | + 22 s           |
| 6e | Rob Britton           | Canada           | Rally UHC Cycling     | + 33 s           |
| 7e | Jonas Gregaard Wilsly | Danemark         | Astana                | + 33 s           |
| 8e | David de la Cruz      | Espagne          | Team Ineos            | + 34 s           |
| 9e | Felix Großschartner   | Autriche         | Bora-Hansgrohe        | + 35 s           |
| 10e | George Bennett        | Nouvelle-Zélande | Team Jumbo-Visma      | + 36 s           |

### 4eétape
| \| Classement de l'étape \| Classement de l'étape \| Classement de l'étape \| Classement de l'étape \| Classement de l'étape \| \| Coureur \| Coureur \| Pays \| Équipe \| Temps \| \| --------------------- \| --------------------------- \| --------------------- \| -------------------------- \| --------------------- \| \| 1er \| Fabio Jakobsen \| Pays-Bas \| Deceuninck-Quick Step \| 5 h 53 min 22 s \| \| 2e \| Jasper Philipsen \| Belgique \| UAE Team Emirates \| + 0 s \| \| 3e \| Peter Sagan \| Slovaquie \| Bora-Hansgrohe \| + 0 s \| \| 4e \| Nacer Bouhanni \| France \| Cofidis, Solutions Crédits \| + 0 s \| \| 5e \| Reinardt Janse van Rensburg \| Afrique du Sud \| Dimension Data \| + 0 s \| \| 6e \| Davide Ballerini \| Italie \| Astana \| + 0 s \| \| 7e \| Phil Bauhaus \| Allemagne \| Bahrain-Merida \| + 0 s \| \| 8e \| Kristoffer Halvorsen \| Norvège \| Team Ineos \| + 0 s \| \| 9e \| Danny van Poppel \| Pays-Bas \| Team Jumbo-Visma \| + 0 s \| \| 10e \| Kasper Asgreen \| Danemark \| Deceuninck-Quick Step \| + 0 s \| |                             |                |                            |                 |
| |                             |                |                            |                 |
| Source : ProCyclingStats |                             |                |                            |                 |
| Classement de l'étape |                             |                |                            |                 |
| Coureur | Coureur                     | Pays           | Équipe                     | Temps           |
| 1er | Fabio Jakobsen              | Pays-Bas       | Deceuninck-Quick Step      | 5 h 53 min 22 s |
| 2e | Jasper Philipsen            | Belgique       | UAE Team Emirates          | + 0 s           |
| 3e | Peter Sagan                 | Slovaquie      | Bora-Hansgrohe             | + 0 s           |
| 4e | Nacer Bouhanni              | France         | Cofidis, Solutions Crédits | + 0 s           |
| 5e | Reinardt Janse van Rensburg | Afrique du Sud | Dimension Data             | + 0 s           |
| 6e | Davide Ballerini            | Italie         | Astana                     | + 0 s           |
| 7e | Phil Bauhaus                | Allemagne      | Bahrain-Merida             | + 0 s           |
| 8e | Kristoffer Halvorsen        | Norvège        | Team Ineos                 | + 0 s           |
| 9e | Danny van Poppel            | Pays-Bas       | Team Jumbo-Visma           | + 0 s           |
| 10e | Kasper Asgreen              | Danemark       | Deceuninck-Quick Step      | + 0 s           |

| \| Classement général \| Classement général \| Classement général \| Classement général \| Classement général \| \| Coureur \| Coureur \| Pays \| Équipe \| Temps \| \| ------------------ \| --------------------- \| ------------------ \| --------------------- \| ------------------ \| \| 1er \| Tejay van Garderen \| États-Unis \| EF Education First \| 21 h 16 min 50 s \| \| 2e \| Gianni Moscon \| Italie \| Team Ineos \| + 6 s \| \| 3e \| Kasper Asgreen \| Danemark \| Deceuninck-Quick Step \| + 7 s \| \| 4e \| Tadej Pogačar \| Slovénie \| UAE Team Emirates \| + 16 s \| \| 5e \| Maximilian Schachmann \| Allemagne \| Bora-Hansgrohe \| + 22 s \| \| 6e \| Rob Britton \| Canada \| Rally UHC Cycling \| + 33 s \| \| 7e \| Jonas Gregaard Wilsly \| Danemark \| Astana \| + 33 s \| \| 8e \| David de la Cruz \| Espagne \| Team Ineos \| + 34 s \| \| 9e \| Felix Großschartner \| Autriche \| Bora-Hansgrohe \| + 35 s \| \| 10e \| George Bennett \| Nouvelle-Zélande \| Team Jumbo-Visma \| + 36 s \| |                       |                  |                       |                  |
| |                       |                  |                       |                  |
| Source : ProCyclingStats |                       |                  |                       |                  |
| Classement général |                       |                  |                       |                  |
| Coureur | Coureur               | Pays             | Équipe                | Temps            |
| 1er | Tejay van Garderen    | États-Unis       | EF Education First    | 21 h 16 min 50 s |
| 2e | Gianni Moscon         | Italie           | Team Ineos            | + 6 s            |
| 3e | Kasper Asgreen        | Danemark         | Deceuninck-Quick Step | + 7 s            |
| 4e | Tadej Pogačar         | Slovénie         | UAE Team Emirates     | + 16 s           |
| 5e | Maximilian Schachmann | Allemagne        | Bora-Hansgrohe        | + 22 s           |
| 6e | Rob Britton           | Canada           | Rally UHC Cycling     | + 33 s           |
| 7e | Jonas Gregaard Wilsly | Danemark         | Astana                | + 33 s           |
| 8e | David de la Cruz      | Espagne          | Team Ineos            | + 34 s           |
| 9e | Felix Großschartner   | Autriche         | Bora-Hansgrohe        | + 35 s           |
| 10e | George Bennett        | Nouvelle-Zélande | Team Jumbo-Visma      | + 36 s           |

### 5eétape
| \| Classement de l'étape \| Classement de l'étape \| Classement de l'étape \| Classement de l'étape \| Classement de l'étape \| \| Coureur \| Coureur \| Pays \| Équipe \| Temps \| \| --------------------- \| --------------------- \| --------------------- \| -------------------------- \| --------------------- \| \| 1er \| Iván García Cortina \| Espagne \| Bahrain-Merida \| 4 h 56 min 11 s \| \| 2e \| Maximiliano Richeze \| Argentine \| Deceuninck-Quick Step \| + 0 s \| \| 3e \| Sergio Higuita \| Colombie \| EF Education First \| + 0 s \| \| 4e \| Joris Nieuwenhuis \| Pays-Bas \| Team Sunweb \| + 0 s \| \| 5e \| Kasper Asgreen \| Danemark \| Deceuninck-Quick Step \| + 0 s \| \| 6e \| Maximilian Schachmann \| Allemagne \| Bora-Hansgrohe \| + 0 s \| \| 7e \| Paweł Bernas \| Pologne \| CCC Team \| + 0 s \| \| 8e \| Nacer Bouhanni \| France \| Cofidis, Solutions Crédits \| + 0 s \| \| 9e \| Tadej Pogačar \| Slovénie \| UAE Team Emirates \| + 0 s \| \| 10e \| Hugo Houle \| Canada \| Astana \| + 0 s \| |                       |           |                            |                 |
| |                       |           |                            |                 |
| Source : ProCyclingStats |                       |           |                            |                 |
| Classement de l'étape |                       |           |                            |                 |
| Coureur | Coureur               | Pays      | Équipe                     | Temps           |
| 1er | Iván García Cortina   | Espagne   | Bahrain-Merida             | 4 h 56 min 11 s |
| 2e | Maximiliano Richeze   | Argentine | Deceuninck-Quick Step      | + 0 s           |
| 3e | Sergio Higuita        | Colombie  | EF Education First         | + 0 s           |
| 4e | Joris Nieuwenhuis     | Pays-Bas  | Team Sunweb                | + 0 s           |
| 5e | Kasper Asgreen        | Danemark  | Deceuninck-Quick Step      | + 0 s           |
| 6e | Maximilian Schachmann | Allemagne | Bora-Hansgrohe             | + 0 s           |
| 7e | Paweł Bernas          | Pologne   | CCC Team                   | + 0 s           |
| 8e | Nacer Bouhanni        | France    | Cofidis, Solutions Crédits | + 0 s           |
| 9e | Tadej Pogačar         | Slovénie  | UAE Team Emirates          | + 0 s           |
| 10e | Hugo Houle            | Canada    | Astana                     | + 0 s           |

| \| Classement général \| Classement général \| Classement général \| Classement général \| Classement général \| \| Coureur \| Coureur \| Pays \| Équipe \| Temps \| \| ------------------ \| --------------------- \| ------------------ \| --------------------- \| ------------------ \| \| 1er \| Tejay van Garderen \| États-Unis \| EF Education First \| 26 h 13 min 01 s \| \| 2e \| Kasper Asgreen \| Danemark \| Deceuninck-Quick Step \| + 4 s \| \| 3e \| Gianni Moscon \| Italie \| Team Ineos \| + 6 s \| \| 4e \| Tadej Pogačar \| Slovénie \| UAE Team Emirates \| + 16 s \| \| 5e \| Maximilian Schachmann \| Allemagne \| Bora-Hansgrohe \| + 22 s \| \| 6e \| Sergio Higuita \| Colombie \| EF Education First \| + 28 s \| \| 7e \| Jonas Gregaard Wilsly \| Danemark \| Astana \| + 33 s \| \| 8e \| George Bennett \| Nouvelle-Zélande \| Team Jumbo-Visma \| + 34 s \| \| 9e \| Felix Großschartner \| Autriche \| Bora-Hansgrohe \| + 35 s \| \| 10e \| Rigoberto Urán \| Colombie \| EF Education First \| + 36 s \| |                       |                  |                       |                  |
| |                       |                  |                       |                  |
| Source : ProCyclingStats |                       |                  |                       |                  |
| Classement général |                       |                  |                       |                  |
| Coureur | Coureur               | Pays             | Équipe                | Temps            |
| 1er | Tejay van Garderen    | États-Unis       | EF Education First    | 26 h 13 min 01 s |
| 2e | Kasper Asgreen        | Danemark         | Deceuninck-Quick Step | + 4 s            |
| 3e | Gianni Moscon         | Italie           | Team Ineos            | + 6 s            |
| 4e | Tadej Pogačar         | Slovénie         | UAE Team Emirates     | + 16 s           |
| 5e | Maximilian Schachmann | Allemagne        | Bora-Hansgrohe        | + 22 s           |
| 6e | Sergio Higuita        | Colombie         | EF Education First    | + 28 s           |
| 7e | Jonas Gregaard Wilsly | Danemark         | Astana                | + 33 s           |
| 8e | George Bennett        | Nouvelle-Zélande | Team Jumbo-Visma      | + 34 s           |
| 9e | Felix Großschartner   | Autriche         | Bora-Hansgrohe        | + 35 s           |
| 10e | Rigoberto Urán        | Colombie         | EF Education First    | + 36 s           |

### 6eétape
| \| Classement de l'étape \| Classement de l'étape \| Classement de l'étape \| Classement de l'étape \| Classement de l'étape \| \| Coureur \| Coureur \| Pays \| Équipe \| Temps \| \| --------------------- \| --------------------- \| --------------------- \| -------------------------- \| --------------------- \| \| 1er \| Tadej Pogačar \| Slovénie \| UAE Team Emirates \| 3 h 48 min 49 s \| \| 2e \| Sergio Higuita \| Colombie \| EF Education First \| + 0 s \| \| 3e \| George Bennett \| Nouvelle-Zélande \| Team Jumbo-Visma \| + 5 s \| \| 4e \| Richie Porte \| Australie \| Trek-Segafredo \| + 10 s \| \| 5e \| Riccardo Zoidl \| Autriche \| CCC Team \| + 20 s \| \| 6e \| Kasper Asgreen \| Danemark \| Deceuninck-Quick Step \| + 22 s \| \| 7e \| Simon Špilak \| Slovénie \| Katusha-Alpecin \| + 25 s \| \| 8e \| Rohan Dennis \| Australie \| Bahrain-Merida \| + 47 s \| \| 9e \| Rob Britton \| Canada \| Rally UHC Cycling \| + 47 s \| \| 10e \| Jesper Hansen \| Danemark \| Cofidis, Solutions Crédits \| + 47 s \| |                |                  |                            |                 |
| |                |                  |                            |                 |
| Source : ProCyclingStats |                |                  |                            |                 |
| Classement de l'étape |                |                  |                            |                 |
| Coureur | Coureur        | Pays             | Équipe                     | Temps           |
| 1er | Tadej Pogačar  | Slovénie         | UAE Team Emirates          | 3 h 48 min 49 s |
| 2e | Sergio Higuita | Colombie         | EF Education First         | + 0 s           |
| 3e | George Bennett | Nouvelle-Zélande | Team Jumbo-Visma           | + 5 s           |
| 4e | Richie Porte   | Australie        | Trek-Segafredo             | + 10 s          |
| 5e | Riccardo Zoidl | Autriche         | CCC Team                   | + 20 s          |
| 6e | Kasper Asgreen | Danemark         | Deceuninck-Quick Step      | + 22 s          |
| 7e | Simon Špilak   | Slovénie         | Katusha-Alpecin            | + 25 s          |
| 8e | Rohan Dennis   | Australie        | Bahrain-Merida             | + 47 s          |
| 9e | Rob Britton    | Canada           | Rally UHC Cycling          | + 47 s          |
| 10e | Jesper Hansen  | Danemark         | Cofidis, Solutions Crédits | + 47 s          |

| \| Classement général \| Classement général \| Classement général \| Classement général \| Classement général \| \| Coureur \| Coureur \| Pays \| Équipe \| Temps \| \| ------------------ \| ------------------- \| ------------------ \| -------------------------- \| ------------------ \| \| 1er \| Tadej Pogačar \| Slovénie \| UAE Team Emirates \| 30 h 01 min 56 s \| \| 2e \| Sergio Higuita \| Colombie \| EF Education First \| + 16 s \| \| 3e \| Kasper Asgreen \| Danemark \| Deceuninck-Quick Step \| + 20 s \| \| 4e \| George Bennett \| Nouvelle-Zélande \| Team Jumbo-Visma \| + 29 s \| \| 5e \| Richie Porte \| Australie \| Trek-Segafredo \| + 41 s \| \| 6e \| Simon Špilak \| Slovénie \| Katusha-Alpecin \| + 1 min 03 s \| \| 7e \| Jesper Hansen \| Danemark \| Cofidis, Solutions Crédits \| + 1 min 18 s \| \| 8e \| Felix Großschartner \| Autriche \| Bora-Hansgrohe \| + 1 min 18 s \| \| 9e \| Tejay van Garderen \| États-Unis \| EF Education First \| + 1 min 22 s \| \| 10e \| Rohan Dennis \| Australie \| Bahrain-Merida \| + 1 min 23 s \| |                     |                  |                            |                  |
| |                     |                  |                            |                  |
| Source : ProCyclingStats |                     |                  |                            |                  |
| Classement général |                     |                  |                            |                  |
| Coureur | Coureur             | Pays             | Équipe                     | Temps            |
| 1er | Tadej Pogačar       | Slovénie         | UAE Team Emirates          | 30 h 01 min 56 s |
| 2e | Sergio Higuita      | Colombie         | EF Education First         | + 16 s           |
| 3e | Kasper Asgreen      | Danemark         | Deceuninck-Quick Step      | + 20 s           |
| 4e | George Bennett      | Nouvelle-Zélande | Team Jumbo-Visma           | + 29 s           |
| 5e | Richie Porte        | Australie        | Trek-Segafredo             | + 41 s           |
| 6e | Simon Špilak        | Slovénie         | Katusha-Alpecin            | + 1 min 03 s     |
| 7e | Jesper Hansen       | Danemark         | Cofidis, Solutions Crédits | + 1 min 18 s     |
| 8e | Felix Großschartner | Autriche         | Bora-Hansgrohe             | + 1 min 18 s     |
| 9e | Tejay van Garderen  | États-Unis       | EF Education First         | + 1 min 22 s     |
| 10e | Rohan Dennis        | Australie        | Bahrain-Merida             | + 1 min 23 s     |

### 7eétape
| \| Classement de l'étape \| Classement de l'étape \| Classement de l'étape \| Classement de l'étape \| Classement de l'étape \| \| Coureur \| Coureur \| Pays \| Équipe \| Temps \| \| --------------------- \| --------------------- \| --------------------- \| ---------------------- \| --------------------- \| \| 1er \| Cees Bol \| Pays-Bas \| Team Sunweb \| 2 h 53 min 16 s \| \| 2e \| Peter Sagan \| Slovaquie \| Bora-Hansgrohe \| + 0 s \| \| 3e \| Jasper Philipsen \| Belgique \| UAE Team Emirates \| + 0 s \| \| 4e \| Phil Bauhaus \| Allemagne \| Bahrain-Merida \| + 0 s \| \| 5e \| Maximiliano Richeze \| Argentine \| Deceuninck-Quick Step \| + 0 s \| \| 6e \| Kristoffer Halvorsen \| Norvège \| Team Ineos \| + 0 s \| \| 7e \| Travis McCabe \| États-Unis \| Floyd's Pro Cycling \| + 0 s \| \| 8e \| Andrea Peron \| Italie \| Team Novo Nordisk \| + 0 s \| \| 9e \| Jens Debusschere \| Belgique \| Katusha-Alpecin \| + 0 s \| \| 10e \| Edwin Ávila \| Colombie \| Israel Cycling Academy \| + 0 s \| |                      |            |                        |                 |
| |                      |            |                        |                 |
| Source : ProCyclingStats |                      |            |                        |                 |
| Classement de l'étape |                      |            |                        |                 |
| Coureur | Coureur              | Pays       | Équipe                 | Temps           |
| 1er | Cees Bol             | Pays-Bas   | Team Sunweb            | 2 h 53 min 16 s |
| 2e | Peter Sagan          | Slovaquie  | Bora-Hansgrohe         | + 0 s           |
| 3e | Jasper Philipsen     | Belgique   | UAE Team Emirates      | + 0 s           |
| 4e | Phil Bauhaus         | Allemagne  | Bahrain-Merida         | + 0 s           |
| 5e | Maximiliano Richeze  | Argentine  | Deceuninck-Quick Step  | + 0 s           |
| 6e | Kristoffer Halvorsen | Norvège    | Team Ineos             | + 0 s           |
| 7e | Travis McCabe        | États-Unis | Floyd's Pro Cycling    | + 0 s           |
| 8e | Andrea Peron         | Italie     | Team Novo Nordisk      | + 0 s           |
| 9e | Jens Debusschere     | Belgique   | Katusha-Alpecin        | + 0 s           |
| 10e | Edwin Ávila          | Colombie   | Israel Cycling Academy | + 0 s           |

## Classements finals

### Classement général final
| \| Classement général \| Classement général \| Classement général \| Classement général \| Classement général \| \| Coureur \| Coureur \| Pays \| Équipe \| Temps \| \| ------------------ \| --------------------- \| ------------------ \| -------------------------- \| ------------------ \| \| 1er \| Tadej Pogačar \| Slovénie \| UAE Team Emirates \| 32 h 55 min 12 s \| \| 2e \| Sergio Higuita \| Colombie \| EF Education First \| + 16 s \| \| 3e \| Kasper Asgreen \| Danemark \| Deceuninck-Quick Step \| + 17 s \| \| 4e \| George Bennett \| Nouvelle-Zélande \| Team Jumbo-Visma \| + 29 s \| \| 5e \| Richie Porte \| Australie \| Trek-Segafredo \| + 41 s \| \| 6e \| Simon Špilak \| Slovénie \| Katusha-Alpecin \| + 1 min 03 s \| \| 7e \| Jesper Hansen \| Danemark \| Cofidis, Solutions Crédits \| + 1 min 18 s \| \| 8e \| Felix Großschartner \| Autriche \| Bora-Hansgrohe \| + 1 min 18 s \| \| 9e \| Tejay van Garderen \| États-Unis \| EF Education First \| + 1 min 22 s \| \| 10e \| Maximilian Schachmann \| Allemagne \| Bora-Hansgrohe \| + 1 min 23 s \| |                       |                  |                            |                  |
| |                       |                  |                            |                  |
| Source : ProCyclingStats |                       |                  |                            |                  |
| Classement général |                       |                  |                            |                  |
| Coureur | Coureur               | Pays             | Équipe                     | Temps            |
| 1er | Tadej Pogačar         | Slovénie         | UAE Team Emirates          | 32 h 55 min 12 s |
| 2e | Sergio Higuita        | Colombie         | EF Education First         | + 16 s           |
| 3e | Kasper Asgreen        | Danemark         | Deceuninck-Quick Step      | + 17 s           |
| 4e | George Bennett        | Nouvelle-Zélande | Team Jumbo-Visma           | + 29 s           |
| 5e | Richie Porte          | Australie        | Trek-Segafredo             | + 41 s           |
| 6e | Simon Špilak          | Slovénie         | Katusha-Alpecin            | + 1 min 03 s     |
| 7e | Jesper Hansen         | Danemark         | Cofidis, Solutions Crédits | + 1 min 18 s     |
| 8e | Felix Großschartner   | Autriche         | Bora-Hansgrohe             | + 1 min 18 s     |
| 9e | Tejay van Garderen    | États-Unis       | EF Education First         | + 1 min 22 s     |
| 10e | Maximilian Schachmann | Allemagne        | Bora-Hansgrohe             | + 1 min 23 s     |

### Classements UCI
La course attribue le même nombre des points pour l'UCI World Tour 2019 (uniquement pour les coureurs membres d'équipes World Tour) et le Classement mondial UCI (pour tous les coureurs).
| Position           | 1er | 2e  | 3e  | 4e  | 5e  | 6e  | 7e | 8e | 9e | 10e | 11e | 12e | 13e | 14e | 15e à 20e | 21e à 30e | 31e à 50e | 51e à 55e | 56e à 60e |
| Classement général | 300 | 250 | 215 | 175 | 120 | 115 | 95 | 75 | 60 | 50  | 40  | 35  | 30  | 25  | 20        | 12        | 5         | 2         | 1         |
| Par étapes         | 40  | 15  | 6   |     |     |     |    |    |    |     |     |     |     |     |           |           |           |           |           |
| Leader             | 6   |     |     |     |     |     |    |    |    |     |     |     |     |     |           |           |           |           |           |

## Évolution des classements
| Étape              | Vainqueur          | Classement général | Classement des sprints | Classement de la montagne | Classement du meilleur jeune | Classement par équipes | Coureur le plus combatif |
| ------------------ | ------------------ | ------------------ | ---------------------- | ------------------------- | ---------------------------- | ---------------------- | ------------------------ |
| 1                  | Peter Sagan        | Peter Sagan        | Peter Sagan            | non décerné               | Tyler Stites                 | Ineos                  | Charles Planet           |
| 2                  | Kasper Asgreen     | Tejay Van Garderen | Kasper Asgreen         | Davide Ballerini          | Tadej Pogačar                | Education First        | Evan Huffman             |
| 3                  | Rémi Cavagna       | Tejay Van Garderen | Kasper Asgreen         | Alex Hoehn                | Tadej Pogačar                | Education First        | Rémi Cavagna             |
| 4                  | Fabio Jakobsen     | Tejay Van Garderen | Peter Sagan            | Alex Hoehn                | Tadej Pogačar                | Education First        | Michael Hernandez        |
| 5                  | Iván García        | Tejay Van Garderen | Kasper Asgreen         | Davide Ballerini          | Tadej Pogačar                | Education First        | Matteo Badilatti         |
| 6                  | Tadej Pogačar      | Tadej Pogačar      | Kasper Asgreen         | Davide Ballerini          | Tadej Pogačar                | Education First        | Mikkel Bjerg             |
| 7                  | Cees Bol           | Tadej Pogačar      | Kasper Asgreen         | Davide Ballerini          | Tadej Pogačar                | Education First        | Alex Hoehn               |
| Classements finals | Classements finals | Tadej Pogačar      | Kasper Asgreen         | Davide Ballerini          | Tadej Pogačar                | Education First        | -                        |

## Liste des participants
| Team Ineos INS | Team Ineos INS               | Team Ineos INS |
| -------------- | ---------------------------- | -------------- |
| Num            | Coureur                      | Pos            |
| 1              | Gianni Moscon (ITA) (chrono) | 16e            |
| 2              | Leonardo Basso (ITA)         | 97e            |
| 3              | David de la Cruz (ESP)       | NP-5           |
| 4              | Owain Doull (GBR)            | 62e            |
| 5              | Kristoffer Halvorsen (NOR)   | 76e            |
| 6              | Diego Rosa (ITA)             | 43e            |
| 7              | Luke Rowe (GBR)              | 68e            |

| EF Education First EF1 | EF Education First EF1   | EF Education First EF1 |
| ---------------------- | ------------------------ | ---------------------- |
| Num                    | Coureur                  | Pos                    |
| 11                     | Rigoberto Urán (COL)     | 14e                    |
| 12                     | Lawson Craddock (USA)    | 42e                    |
| 13                     | Sergio Higuita (COL)     | 2e                     |
| 14                     | Alex Howes (USA)         | 94e                    |
| 15                     | Lachlan Morton (AUS)     | 17e                    |
| 16                     | Taylor Phinney (USA)     | AB-5                   |
| 17                     | Tejay van Garderen (USA) | 9e                     |

| Team Jumbo-Visma TJV | Team Jumbo-Visma TJV    | Team Jumbo-Visma TJV |
| -------------------- | ----------------------- | -------------------- |
| Num                  | Coureur                 | Pos                  |
| 21                   | George Bennett (NZL)    | 4e                   |
| 22                   | Floris De Tier (BEL)    | 49e                  |
| 23                   | Lennard Hofstede (NED)  | 63e                  |
| 24                   | Bert-Jan Lindeman (NED) | 92e                  |
| 25                   | Neilson Powless (USA)   | 32e                  |
| 26                   | Timo Roosen (NED)       | NP-5                 |
| 27                   | Danny van Poppel (NED)  | AB-6                 |

| UAE Team Emirates UAD | UAE Team Emirates UAD              | UAE Team Emirates UAD |
| --------------------- | ---------------------------------- | --------------------- |
| Num                   | Coureur                            | Pos                   |
| 31                    | Tadej Pogačar (SLO)                | 1er                   |
| 32                    | Kristijan Đurasek (CRO)            | NP-4                  |
| 33                    | Roberto Ferrari (ITA)              | AB-7                  |
| 34                    | Vegard Stake Laengen (NOR) (route) | 35e                   |
| 35                    | Cristian Muñoz (COL)               | 26e                   |
| 36                    | Rui Oliveira (POR)                 | 57e                   |
| 37                    | Jasper Philipsen (BEL)             | 61e                   |

| Trek-Segafredo TFS | Trek-Segafredo TFS          | Trek-Segafredo TFS |
| ------------------ | --------------------------- | ------------------ |
| Num                | Coureur                     | Pos                |
| 41                 | Richie Porte (AUS)          | 5e                 |
| 42                 | John Degenkolb (GER)        | 77e                |
| 43                 | Niklas Eg (DEN)             | 34e                |
| 44                 | Mads Pedersen (DEN)         | 91e                |
| 45                 | Kiel Reijnen (USA)          | 105e               |
| 46                 | Toms Skujiņš (LAT) (chrono) | 64e                |
| 47                 | Peter Stetina (USA)         | 28e                |

| Bahrain-Merida TBM | Bahrain-Merida TBM          | Bahrain-Merida TBM |
| ------------------ | --------------------------- | ------------------ |
| Num                | Coureur                     | Pos                |
| 51                 | Rohan Dennis (AUS) (chrono) | 11e                |
| 52                 | Phil Bauhaus (GER)          | 83e                |
| 53                 | Iván García Cortina (ESP)   | 87e                |
| 54                 | Heinrich Haussler (AUS)     | 84e                |
| 55                 | Hermann Pernsteiner (AUT)   | 19e                |
| 56                 | Marcel Sieberg (GER)        | 95e                |

| Rally UHC Cycling RLY | Rally UHC Cycling RLY | Rally UHC Cycling RLY |
| --------------------- | --------------------- | --------------------- |
| Num                   | Coureur               | Pos                   |
| 61                    | Brandon McNulty (USA) | AB-6                  |
| 62                    | Rob Britton (CAN)     | 12e                   |
| 63                    | Nigel Ellsay (CAN)    | AB-3                  |
| 64                    | Evan Huffman (USA)    | 59e                   |
| 65                    | Gavin Mannion (USA)   | 15e                   |
| 66                    | Kyle Murphy (USA)     | 30e                   |
| 67                    | Emerson Oronte (USA)  | 82e                   |

| Katusha-Alpecin TKA | Katusha-Alpecin TKA    | Katusha-Alpecin TKA |
| ------------------- | ---------------------- | ------------------- |
| Num                 | Coureur                | Pos                 |
| 71                  | Simon Špilak (SLO)     | 6e                  |
| 72                  | Steff Cras (BEL)       | NP-5                |
| 73                  | Jens Debusschere (BEL) | 90e                 |
| 74                  | Matteo Fabbro (ITA)    | 58e                 |
| 75                  | José Gonçalves (POR)   | 66e                 |
| 76                  | Nathan Haas (AUS)      | 56e                 |
| 77                  | Rick Zabel (GER)       | 98e                 |

| Cofidis, Solutions Crédits COF | Cofidis, Solutions Crédits COF | Cofidis, Solutions Crédits COF |
| ------------------------------ | ------------------------------ | ------------------------------ |
| Num                            | Coureur                        | Pos                            |
| 81                             | Nacer Bouhanni (FRA)           | 70e                            |
| 82                             | Darwin Atapuma (COL)           | 22e                            |
| 83                             | Natnael Berhane (ERI)          | 20e                            |
| 84                             | Filippo Fortin (ITA)           | 102e                           |
| 85                             | Jesper Hansen (DEN)            | 7e                             |
| 86                             | Mathias Le Turnier (FRA)       | 24e                            |
| 87                             | Luis Ángel Maté (ESP)          | 29e                            |

| Deceuninck-Quick Step DQT | Deceuninck-Quick Step DQT         | Deceuninck-Quick Step DQT |
| ------------------------- | --------------------------------- | ------------------------- |
| Num                       | Coureur                           | Pos                       |
| 91                        | Zdeněk Štybar (CZE)               | 53e                       |
| 92                        | Kasper Asgreen (DEN)              | 3e                        |
| 93                        | Rémi Cavagna (FRA)                | 36e                       |
| 94                        | Tim Declercq (BEL)                | 71e                       |
| 95                        | Fabio Jakobsen (NED)              | 96e                       |
| 96                        | Michael Mørkøv (DEN) (route)      | 80e                       |
| 97                        | Maximiliano Richeze (ARG) (route) | 75e                       |

| Astana AST | Astana AST                     | Astana AST |
| ---------- | ------------------------------ | ---------- |
| Num        | Coureur                        | Pos        |
| 101        | Magnus Cort Nielsen (DEN)      | AB-7       |
| 102        | Davide Ballerini (ITA)         | 46e        |
| 103        | Rodrigo Contreras (COL)        | 21e        |
| 104        | Laurens De Vreese (BEL)        | 88e        |
| 105        | Daniil Fominykh (KAZ) (chrono) | 52e        |
| 106        | Jonas Gregaard Wilsly (DEN)    | 18e        |
| 107        | Hugo Houle (CAN)               | 40e        |

| Bora-Hansgrohe BOH | Bora-Hansgrohe BOH          | Bora-Hansgrohe BOH |
| ------------------ | --------------------------- | ------------------ |
| Num                | Coureur                     | Pos                |
| 111                | Peter Sagan (SVK) (route)   | 79e                |
| 112                | Erik Baška (SVK)            | 108e               |
| 113                | Oscar Gatto (ITA)           | 107e               |
| 114                | Felix Großschartner (AUT)   | 8e                 |
| 115                | Daniel Oss (ITA)            | 72e                |
| 116                | Juraj Sagan (SVK)           | 73e                |
| 117                | Maximilian Schachmann (GER) | 10e                |

| CCC Team CCC | CCC Team CCC          | CCC Team CCC |
| ------------ | --------------------- | ------------ |
| Num          | Coureur               | Pos          |
| 121          | Simon Geschke (GER)   | 39e          |
| 122          | William Barta (USA)   | AB-3         |
| 123          | Paweł Bernas (POL)    | 67e          |
| 124          | Szymon Sajnok (POL)   | 89e          |
| 125          | Michael Schär (SUI)   | 27e          |
| 126          | Gijs Van Hoecke (BEL) | 48e          |
| 127          | Riccardo Zoidl (AUT)  | 13e          |

| Dimension Data TDD | Dimension Data TDD                | Dimension Data TDD |
| ------------------ | --------------------------------- | ------------------ |
| Num                | Coureur                           | Pos                |
| 131                | Mark Cavendish (GBR)              | AB-7               |
| 132                | Lars Bak (DEN)                    | 65e                |
| 133                | Bernhard Eisel (AUT)              | 109e               |
| 134                | Reinardt Janse van Rensburg (RSA) | 74e                |
| 135                | Benjamin King (USA)               | 31e                |
| 136                | Louis Meintjes (RSA)              | NP-5               |
| 137                | Jay Robert Thomson (RSA)          | 99e                |

| Team Sunweb SUN | Team Sunweb SUN           | Team Sunweb SUN |
| --------------- | ------------------------- | --------------- |
| Num             | Coureur                   | Pos             |
| 141             | Max Walscheid (GER)       | 101e            |
| 142             | Cees Bol (NED)            | 78e             |
| 143             | Roy Curvers (NED)         | 85e             |
| 144             | Johannes Fröhlinger (GER) | 55e             |
| 145             | Joris Nieuwenhuis (NED)   | 50e             |
| 146             | Casper Pedersen (DEN)     | NP-6            |
| 147             | Michael Storer (AUS)      | 86e             |

| Israel Cycling Academy ICA | Israel Cycling Academy ICA  | Israel Cycling Academy ICA |
| -------------------------- | --------------------------- | -------------------------- |
| Num                        | Coureur                     | Pos                        |
| 151                        | Sondre Holst Enger (NOR)    | AB-3                       |
| 152                        | Edwin Ávila (COL)           | 25e                        |
| 153                        | Matteo Badilatti (SUI)      | 51e                        |
| 154                        | Alexander Cataford (CAN)    | 23e                        |
| 155                        | Roy Goldstein (ISR) (route) | 110e                       |
| 156                        | Guy Sagiv (ISR)             | 100e                       |
| 157                        | Hamish Schreurs (NZL)       | AB-7                       |

| Hagens Berman Axeon HBA | Hagens Berman Axeon HBA   | Hagens Berman Axeon HBA |
| ----------------------- | ------------------------- | ----------------------- |
| Num                     | Coureur                   | Pos                     |
| 161                     | Mikkel Bjerg (DEN)        | 60e                     |
| 162                     | João Almeida (POR)        | 33e                     |
| 163                     | Edward Anderson (USA)     | 45e                     |
| 164                     | Jonny Brown (USA) (route) | 111e                    |
| 165                     | Cole Davis (USA)          | AB-7                    |
| 166                     | Ian Garrison (USA)        | 112e                    |
| 167                     | Michael Rice (AUS)        | 104e                    |

| Team Novo Nordisk TNN | Team Novo Nordisk TNN | Team Novo Nordisk TNN |
| --------------------- | --------------------- | --------------------- |
| Num                   | Coureur               | Pos                   |
| 171                   | David Lozano (ESP)    | 47e                   |
| 172                   | Sam Brand (GBR)       | 93e                   |
| 173                   | Fabio Calabria (AUS)  | AB-3                  |
| 174                   | Joonas Henttala (FIN) | 69e                   |
| 175                   | Péter Kusztor (HUN)   | 38e                   |
| 176                   | Andrea Peron (ITA)    | 81e                   |
| 177                   | Charles Planet (FRA)  | 41e                   |

| États-Unis USA | États-Unis USA    | États-Unis USA |
| -------------- | ----------------- | -------------- |
| Num            | Coureur           | Pos            |
| 181            | Travis McCabe     | 44e            |
| 182            | Sam Boardman      | 103e           |
| 183            | Miguel Bryon      | AB-7           |
| 184            | Michael Hernandez | 106e           |
| 185            | Alex Hoehn        | 54e            |
| 186            | Tyler Stites      | NP-5           |
| 187            | Keegan Swirbul    | 37e            |

| Team Ineos INS | Team Ineos INS               | Team Ineos INS |
| -------------- | ---------------------------- | -------------- |
| Num            | Coureur                      | Pos            |
| 1              | Gianni Moscon (ITA) (chrono) | 16e            |
| 2              | Leonardo Basso (ITA)         | 97e            |
| 3              | David de la Cruz (ESP)       | NP-5           |
| 4              | Owain Doull (GBR)            | 62e            |
| 5              | Kristoffer Halvorsen (NOR)   | 76e            |
| 6              | Diego Rosa (ITA)             | 43e            |
| 7              | Luke Rowe (GBR)              | 68e            |

| EF Education First EF1 | EF Education First EF1   | EF Education First EF1 |
| ---------------------- | ------------------------ | ---------------------- |
| Num                    | Coureur                  | Pos                    |
| 11                     | Rigoberto Urán (COL)     | 14e                    |
| 12                     | Lawson Craddock (USA)    | 42e                    |
| 13                     | Sergio Higuita (COL)     | 2e                     |
| 14                     | Alex Howes (USA)         | 94e                    |
| 15                     | Lachlan Morton (AUS)     | 17e                    |
| 16                     | Taylor Phinney (USA)     | AB-5                   |
| 17                     | Tejay van Garderen (USA) | 9e                     |

| Team Jumbo-Visma TJV | Team Jumbo-Visma TJV    | Team Jumbo-Visma TJV |
| -------------------- | ----------------------- | -------------------- |
| Num                  | Coureur                 | Pos                  |
| 21                   | George Bennett (NZL)    | 4e                   |
| 22                   | Floris De Tier (BEL)    | 49e                  |
| 23                   | Lennard Hofstede (NED)  | 63e                  |
| 24                   | Bert-Jan Lindeman (NED) | 92e                  |
| 25                   | Neilson Powless (USA)   | 32e                  |
| 26                   | Timo Roosen (NED)       | NP-5                 |
| 27                   | Danny van Poppel (NED)  | AB-6                 |

| UAE Team Emirates UAD | UAE Team Emirates UAD              | UAE Team Emirates UAD |
| --------------------- | ---------------------------------- | --------------------- |
| Num                   | Coureur                            | Pos                   |
| 31                    | Tadej Pogačar (SLO)                | 1er                   |
| 32                    | Kristijan Đurasek (CRO)            | NP-4                  |
| 33                    | Roberto Ferrari (ITA)              | AB-7                  |
| 34                    | Vegard Stake Laengen (NOR) (route) | 35e                   |
| 35                    | Cristian Muñoz (COL)               | 26e                   |
| 36                    | Rui Oliveira (POR)                 | 57e                   |
| 37                    | Jasper Philipsen (BEL)             | 61e                   |

| Trek-Segafredo TFS | Trek-Segafredo TFS          | Trek-Segafredo TFS |
| ------------------ | --------------------------- | ------------------ |
| Num                | Coureur                     | Pos                |
| 41                 | Richie Porte (AUS)          | 5e                 |
| 42                 | John Degenkolb (GER)        | 77e                |
| 43                 | Niklas Eg (DEN)             | 34e                |
| 44                 | Mads Pedersen (DEN)         | 91e                |
| 45                 | Kiel Reijnen (USA)          | 105e               |
| 46                 | Toms Skujiņš (LAT) (chrono) | 64e                |
| 47                 | Peter Stetina (USA)         | 28e                |

| Bahrain-Merida TBM | Bahrain-Merida TBM          | Bahrain-Merida TBM |
| ------------------ | --------------------------- | ------------------ |
| Num                | Coureur                     | Pos                |
| 51                 | Rohan Dennis (AUS) (chrono) | 11e                |
| 52                 | Phil Bauhaus (GER)          | 83e                |
| 53                 | Iván García Cortina (ESP)   | 87e                |
| 54                 | Heinrich Haussler (AUS)     | 84e                |
| 55                 | Hermann Pernsteiner (AUT)   | 19e                |
| 56                 | Marcel Sieberg (GER)        | 95e                |

| Rally UHC Cycling RLY | Rally UHC Cycling RLY | Rally UHC Cycling RLY |
| --------------------- | --------------------- | --------------------- |
| Num                   | Coureur               | Pos                   |
| 61                    | Brandon McNulty (USA) | AB-6                  |
| 62                    | Rob Britton (CAN)     | 12e                   |
| 63                    | Nigel Ellsay (CAN)    | AB-3                  |
| 64                    | Evan Huffman (USA)    | 59e                   |
| 65                    | Gavin Mannion (USA)   | 15e                   |
| 66                    | Kyle Murphy (USA)     | 30e                   |
| 67                    | Emerson Oronte (USA)  | 82e                   |

| Katusha-Alpecin TKA | Katusha-Alpecin TKA    | Katusha-Alpecin TKA |
| ------------------- | ---------------------- | ------------------- |
| Num                 | Coureur                | Pos                 |
| 71                  | Simon Špilak (SLO)     | 6e                  |
| 72                  | Steff Cras (BEL)       | NP-5                |
| 73                  | Jens Debusschere (BEL) | 90e                 |
| 74                  | Matteo Fabbro (ITA)    | 58e                 |
| 75                  | José Gonçalves (POR)   | 66e                 |
| 76                  | Nathan Haas (AUS)      | 56e                 |
| 77                  | Rick Zabel (GER)       | 98e                 |

| Cofidis, Solutions Crédits COF | Cofidis, Solutions Crédits COF | Cofidis, Solutions Crédits COF |
| ------------------------------ | ------------------------------ | ------------------------------ |
| Num                            | Coureur                        | Pos                            |
| 81                             | Nacer Bouhanni (FRA)           | 70e                            |
| 82                             | Darwin Atapuma (COL)           | 22e                            |
| 83                             | Natnael Berhane (ERI)          | 20e                            |
| 84                             | Filippo Fortin (ITA)           | 102e                           |
| 85                             | Jesper Hansen (DEN)            | 7e                             |
| 86                             | Mathias Le Turnier (FRA)       | 24e                            |
| 87                             | Luis Ángel Maté (ESP)          | 29e                            |

| Deceuninck-Quick Step DQT | Deceuninck-Quick Step DQT         | Deceuninck-Quick Step DQT |
| ------------------------- | --------------------------------- | ------------------------- |
| Num                       | Coureur                           | Pos                       |
| 91                        | Zdeněk Štybar (CZE)               | 53e                       |
| 92                        | Kasper Asgreen (DEN)              | 3e                        |
| 93                        | Rémi Cavagna (FRA)                | 36e                       |
| 94                        | Tim Declercq (BEL)                | 71e                       |
| 95                        | Fabio Jakobsen (NED)              | 96e                       |
| 96                        | Michael Mørkøv (DEN) (route)      | 80e                       |
| 97                        | Maximiliano Richeze (ARG) (route) | 75e                       |

| Astana AST | Astana AST                     | Astana AST |
| ---------- | ------------------------------ | ---------- |
| Num        | Coureur                        | Pos        |
| 101        | Magnus Cort Nielsen (DEN)      | AB-7       |
| 102        | Davide Ballerini (ITA)         | 46e        |
| 103        | Rodrigo Contreras (COL)        | 21e        |
| 104        | Laurens De Vreese (BEL)        | 88e        |
| 105        | Daniil Fominykh (KAZ) (chrono) | 52e        |
| 106        | Jonas Gregaard Wilsly (DEN)    | 18e        |
| 107        | Hugo Houle (CAN)               | 40e        |

| Bora-Hansgrohe BOH | Bora-Hansgrohe BOH          | Bora-Hansgrohe BOH |
| ------------------ | --------------------------- | ------------------ |
| Num                | Coureur                     | Pos                |
| 111                | Peter Sagan (SVK) (route)   | 79e                |
| 112                | Erik Baška (SVK)            | 108e               |
| 113                | Oscar Gatto (ITA)           | 107e               |
| 114                | Felix Großschartner (AUT)   | 8e                 |
| 115                | Daniel Oss (ITA)            | 72e                |
| 116                | Juraj Sagan (SVK)           | 73e                |
| 117                | Maximilian Schachmann (GER) | 10e                |

| CCC Team CCC | CCC Team CCC          | CCC Team CCC |
| ------------ | --------------------- | ------------ |
| Num          | Coureur               | Pos          |
| 121          | Simon Geschke (GER)   | 39e          |
| 122          | William Barta (USA)   | AB-3         |
| 123          | Paweł Bernas (POL)    | 67e          |
| 124          | Szymon Sajnok (POL)   | 89e          |
| 125          | Michael Schär (SUI)   | 27e          |
| 126          | Gijs Van Hoecke (BEL) | 48e          |
| 127          | Riccardo Zoidl (AUT)  | 13e          |

| Dimension Data TDD | Dimension Data TDD                | Dimension Data TDD |
| ------------------ | --------------------------------- | ------------------ |
| Num                | Coureur                           | Pos                |
| 131                | Mark Cavendish (GBR)              | AB-7               |
| 132                | Lars Bak (DEN)                    | 65e                |
| 133                | Bernhard Eisel (AUT)              | 109e               |
| 134                | Reinardt Janse van Rensburg (RSA) | 74e                |
| 135                | Benjamin King (USA)               | 31e                |
| 136                | Louis Meintjes (RSA)              | NP-5               |
| 137                | Jay Robert Thomson (RSA)          | 99e                |

| Team Sunweb SUN | Team Sunweb SUN           | Team Sunweb SUN |
| --------------- | ------------------------- | --------------- |
| Num             | Coureur                   | Pos             |
| 141             | Max Walscheid (GER)       | 101e            |
| 142             | Cees Bol (NED)            | 78e             |
| 143             | Roy Curvers (NED)         | 85e             |
| 144             | Johannes Fröhlinger (GER) | 55e             |
| 145             | Joris Nieuwenhuis (NED)   | 50e             |
| 146             | Casper Pedersen (DEN)     | NP-6            |
| 147             | Michael Storer (AUS)      | 86e             |

| Israel Cycling Academy ICA | Israel Cycling Academy ICA  | Israel Cycling Academy ICA |
| -------------------------- | --------------------------- | -------------------------- |
| Num                        | Coureur                     | Pos                        |
| 151                        | Sondre Holst Enger (NOR)    | AB-3                       |
| 152                        | Edwin Ávila (COL)           | 25e                        |
| 153                        | Matteo Badilatti (SUI)      | 51e                        |
| 154                        | Alexander Cataford (CAN)    | 23e                        |
| 155                        | Roy Goldstein (ISR) (route) | 110e                       |
| 156                        | Guy Sagiv (ISR)             | 100e                       |
| 157                        | Hamish Schreurs (NZL)       | AB-7                       |

| Hagens Berman Axeon HBA | Hagens Berman Axeon HBA   | Hagens Berman Axeon HBA |
| ----------------------- | ------------------------- | ----------------------- |
| Num                     | Coureur                   | Pos                     |
| 161                     | Mikkel Bjerg (DEN)        | 60e                     |
| 162                     | João Almeida (POR)        | 33e                     |
| 163                     | Edward Anderson (USA)     | 45e                     |
| 164                     | Jonny Brown (USA) (route) | 111e                    |
| 165                     | Cole Davis (USA)          | AB-7                    |
| 166                     | Ian Garrison (USA)        | 112e                    |
| 167                     | Michael Rice (AUS)        | 104e                    |

| Team Novo Nordisk TNN | Team Novo Nordisk TNN | Team Novo Nordisk TNN |
| --------------------- | --------------------- | --------------------- |
| Num                   | Coureur               | Pos                   |
| 171                   | David Lozano (ESP)    | 47e                   |
| 172                   | Sam Brand (GBR)       | 93e                   |
| 173                   | Fabio Calabria (AUS)  | AB-3                  |
| 174                   | Joonas Henttala (FIN) | 69e                   |
| 175                   | Péter Kusztor (HUN)   | 38e                   |
| 176                   | Andrea Peron (ITA)    | 81e                   |
| 177                   | Charles Planet (FRA)  | 41e                   |

| États-Unis USA | États-Unis USA    | États-Unis USA |
| -------------- | ----------------- | -------------- |
| Num            | Coureur           | Pos            |
| 181            | Travis McCabe     | 44e            |
| 182            | Sam Boardman      | 103e           |
| 183            | Miguel Bryon      | AB-7           |
| 184            | Michael Hernandez | 106e           |
| 185            | Alex Hoehn        | 54e            |
| 186            | Tyler Stites      | NP-5           |
| 187            | Keegan Swirbul    | 37e            |